# Gao (Mali)
Gao è un comune urbano del Mali, capoluogo del circondario e della regione omonimi.

## Geografia
Gao è situata sulla sponda sinistra del fiume Niger, a circa 1200 km ad est della capitale Bamako.

## Storia
La citta fu fondata nel VI secolo durante l'Impero di Gao. Deve la sua prosperità alla posizione di crocevia fluviale e carovaniero. La "via dei carri" che nel V secolo a.C. andava dal Fezzan (l'attuale Libia) al fiume Niger terminava nelle vicinanze dell'attuale Gao. Nell'antichità, quindi, il sito si trovava in un crocevia tra il Sahel e le regioni centrali del Sahara. I più antichi pesi utilizzati per la pesatura commerciale rinvenuti a Gao non corrispondono al sistema di pesi e misure utilizzato in Andalusia o nella Tunisia medievale, a differenza di quelli rinvenuti in altri siti archeologici di città carovaniere. È quindi probabile che Gao fosse innanzitutto un centro commerciale regionale, legato alle miniere di rame dell'Aïr, piuttosto che alle grandi oasi commerciali dell'area berbero-musulmana2.
Nel X secolo, la città divenne la capitale politica dei Songhai, che fondarono l'Impero di Gao, sostituendo Koukia, situata più a valle del fiume, ma che rimase la capitale spirituale e religiosa delle varie costruzioni politiche Songhai fino al XVI secolo. Gao, situata al di fuori delle principali rotte commerciali carovaniere trans-sahariane, conservava un'eredità animista pre-islamica più forte rispetto alle sue città sorelle di Djenné, Oualata e Timbuctù.
L'Impero del Mali conquistò Gao nel 1325, pur consentendo l'applicazione delle leggi Songhaï. Gao divenne poi (1464) il centro di un impero, l'Impero Songhai, sotto la guida di Sonni Ali Ber. La città di Gao era una prospera capitale di 70.000 persone. L'invasione marocchina del 1591 distrusse in gran parte la città, che rimase di dimensioni relativamente medie fino al periodo della colonizzazione francese nel XIX e XX secolo.
Fino al XVI secolo e al crollo dell'Impero Songhai (1591), Gao era un importante centro commerciale, poiché si trovava sulla via carovaniera sulla quale transitava il commercio transafricano sul fiume Niger, una delle principali vie di comunicazione dell'Africa occidentale.
Il suo indebolimento politico, con l'insediamento del Pachalik di Timbuctù, portò anche ad una depressione del commercio nell'area regionale. Gao però rimase un crocevia privilegiato tra il mondo sahariano e il Sahel, conservando il suo status di importante città carovaniera sull'asse ovest-est, svolgendo in particolare un ruolo nella trasmissione dell'Islam alle città Hausa (attuale Nigeria settentrionale).
La città entrò in una fase di declino quando le grandi navi europee hanno iniziato a bypassare l'Africa, rendendo economicamente non competitive le carovane che la attraversavano.
Gao fu visitata dalla Missione Hourst nel 1896 e conquistata dall'esercito coloniale francese nel dicembre del 1898.
Mentre il Sudan francese era una colonia francese, con la legge francese del 18 novembre 1955, Gao divenne un comune di medie dimensioni, governato da un sindaco, un funzionario nominato dal capo del territorio, assistito da un consiglio comunale eletto da un collegio unico. La legge del 2 marzo 1966 ha dato uno status comune a tutti i comuni creati prima dell'indipendenza del Mali nel 1960. Un consiglio comunale eletto nomina il sindaco e uno o più deputati tra i suoi membri.
Durante l'insurrezione del 2012, la città è passata sotto il controllo del Movimento Nazionale di Liberazione dell'Azawad (MNLA) il 31 marzo 2012. Il 6 aprile 2012, in un comunicato pubblicato sul suo sito web, l'MNLA ha dichiarato di "proclamare irrevocabilmente lo Stato indipendente dell'Azawad". L'MNLA è stato presto soppiantato da movimenti islamisti più radicali come Ansar Dine e, soprattutto, MUJAO, che hanno preso il controllo della città e introdotto la sharia. In seguito all'impegno militare della Francia nel gennaio 2013 nell'ambito dell'operazione Serval, il 26 gennaio 2013 l'esercito francese, sostenuto da quello maliano, ha ripreso il controllo dell'area intorno all'aeroporto di Gao e del ponte di Wabaria, e poi, più tardi, dell'intera città, dopo alcuni combattimenti con unità residue, che hanno provocato tra i quindici e i venticinque morti tra le file jihadiste. La liberazione della città da parte delle truppe franco-maliane è stata accolta con entusiasmo dalla popolazione locale e il sindaco Sadou Diallo è stato rimesso in carica il giorno stesso, quando è rientrato in città. Le truppe del Ciad e del Niger hanno rapidamente preso posizione per controllare Gao, mentre l'esercito francese ha continuato la sua avanzata verso il nord del Paese.
Nei giorni successivi alla riconquista della città da parte del governo di Bamako, diversi attacchi e attentati suicidi compiuti dal MUJAO hanno colpito Gao, rendendo necessario l'intervento dell'esercito maliano e dell'aviazione francese e distruggendo numerose infrastrutture. Nei mesi successivi, il Niger si è impegnato in una serie di azioni militari per il controllo della città. Nei mesi successivi, le truppe nigerine sono state incaricate dalla MINUSMA, insieme a elementi francesi, di mettere in sicurezza la città12.

## L'indipendenza dell'Azawad
Dal 6 aprile 2012 al 14 febbraio 2013 l'Azawad ha costituito uno Stato non riconosciuto autoproclamatosi indipendente; la dichiarazione di indipendenza non è stata riconosciuta né dal Mali né da nessun altro stato. In questo periodo, Gao è stata la capitale del paese.

## Monumenti e luoghi d'interesse

### Le moschee di Gao

#### Modelli regionali
Le moschee dell'Ansa del Niger e della steppa pre-sahariana formano un gruppo corrispondente all'estremità settentrionale del Sahel, a diretto contatto con il deserto. La facciata principale delle moschee dell'Ansa del Niger è liscia, senza elementi verticali, e le terrazze con merli sono rare. Sulla facciata esterna, il mihrab forma una proiezione bassa che termina con una punta conica, ma non è sormontato da una torre. All'interno della moschea, i pilastri sono massicci, non ci sono arcate e ci sono poche decorazioni murali. Solo il minareto spicca tra questi edifici piuttosto bassi. In breve, questo gruppo di moschee si trova principalmente nel nord del Mali e del Niger ed è appannaggio delle popolazioni Songhay e Tuareg. È caratterizzato da un minareto, una torre mihrab conica bassa e sporgente, dalla rarità di contrafforti e merlature e da supporti massicci nella sala di preghiera, come nelle moschee di Sankore e Sidi Yahya a Timbuctu e Tendirma in Mali.

#### Le moschee di Gao
Un tempo centro dell'Impero Songhai e vivace centro commerciale, Gao vanta un ricco patrimonio storico nei suoi tre insediamenti urbani: Gao Saney, Gao Vecchio e Gao. Gli scavi a Gao Saney, il più antico insediamento a est della città moderna, ha rivelato un cimitero reale decorato con epitaffi e lapidi risalenti al 1104. L'Antica Gao, costruita tra l'VIII secolo e il X secolo, coesisteva con Gao Saney e fungeva da parte integrante del tessuto urbano della città.
Nell'antica Gao, gli scavi. ha scoperto due edifici monumentali risalenti all'inizio del X secolo. Una di queste strutture, ritenuta una moschea, ha dimensioni che indicano la sua importanza all'interno della comunità. Le dimensioni della moschea sono approssimativamente [inserire le dimensioni qui] e includono elementi architettonici caratteristici del periodo. Questa moschea ha probabilmente svolto un ruolo centrale nella vita religiosa e culturale dell'antica Gao, fungendo da luogo di culto e di incontro della comunità.
Inoltre, l'assenza di una nicchia del mihrab in questa moschea suggerisce il suo possibile utilizzo da parte delle prime comunità musulmane, forse ismailite o ibadite, riflettendo il paesaggio religioso diversificato della regione all'epoca. Risalente alla fine del XII secolo e al XIV secolo, la moschea è una delle più antiche moschee scavate in Africa occidentale fino ad oggi, e fornisce preziose informazioni sulla prima diffusione dell'Islam nella regione.
Inoltre, la tomba della moschea di Askia Muhammad, costruita tra il 1493 e il 1538, mostra elementi architettonici unici ed estese dimensioni. Con una superficie di circa 2500 m², questa grande struttura era composta da sette campate parallele al muro della qibla, con arcate che poggiavano su ampi pilastri. Il cortile della moschea, più grande della sala coperta, aveva un minareto di 12 metri al centro. Questo minareto distintivo, decorato con toron, era simile alla moschea di Ibn Tulun al Cairo, evidenziando le influenze architettoniche che modellarono le moschee di Gao durante questo periodo.

## Infrastrutture e trasporti
La città è servita da un aeroporto aperto per la maggior parte dell'anno.